# Arrondissement électoral de Dinant-Philippeville

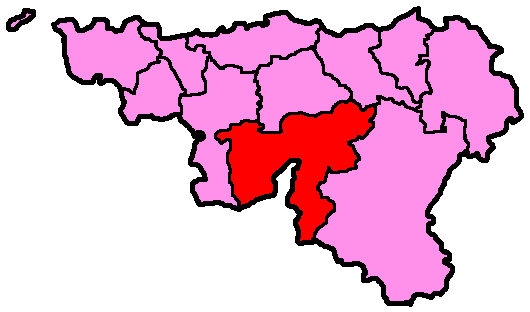
Arrondissement électoral de Dinant-Philippeville

Dinant-Philippeville est un arrondissement électoral en Belgique pour élire les membres du Parlement wallon depuis 2019. Il correspond aux arrondissements de Dinant et de Philippeville.